# نوکرات
نوکرات (انگلیسی: Nokrat) یک شهرک در شهرستان یانائولسکی استان باشقیرستان کشور روسیه است.